# マニャラ州
マニャラ州（マニャラしゅう、Mkoa wa Manyara）は、タンザニア北中部の州である。アルーシャ州から分かれて新設された。マサイステップと呼ばれる草原が東部に広がり、マニャラ湖やエヤシ湖が西部の山岳地帯にある。面積46,359km2、人口1,040,461人（2002年）、州都は法律上の首都であるドドマへと通じる幹線道路沿いのババティ（Babati）である。

## 隣接州
北部にアルーシャ州、北東部にキリマンジャロ州、東部にタンガ州、南部にドドマ州、南西部にシンギダ州、北西部にシニャンガ州と接している。

## 下位行政区画
- Babati District
- Babati Urban District
- Hanang District
- Kiteto District
- Mbulu District
- Simanjiro District